# Saudafjord
Le Saudafjord est un fjord du comté de Rogaland, en Norvège. Le fjord s’étend au nord depuis la ville de Sauda, dans la municipalité de Sauda, jusqu’au village de Sand dans la municipalité de Suldal, où le Saudafjord et l’Hylsfjord se rejoignent pour former le Sandsfjorden.
Le Saudafjord est la branche la plus septentrionale du Boknafjord principal qui domine le comté de Rogaland. Le Saudafjord fait 17 kilomètres de long. C’est un fjord ouvert et large, avec une profondeur approchant 400 mètres.
Le fjord a été sculpté par l’action des glaciers dans les périodes glaciaires et a été inondé par la mer lorsque les glaciers ultérieurs ont reculé. Le fjord n’a pas de seuil marqué car l’écoulement glaciaire a rejoint celui de l’Hylsfjord et s’est mélangé dans le Sandsfjord.